# Innerschwand am Mondsee
Innerschwand am Mondsee est une commune autrichienne du district de Vöcklabruck en Haute-Autriche.